# Peleteria valida
Peleteria valida är en tvåvingeart som beskrevs av Charles Howard Curran 1925. Peleteria valida ingår i släktet Peleteria och familjen parasitflugor.
Artens utbredningsområde är New Mexico. Inga underarter finns listade i Catalogue of Life.